# آندریا تاگورکر
آندریا تاگورکر (انگلیسی: Andrea Tagwerker؛ زادهٔ ۲۳ اکتبر ۱۹۷۰) لژسوار اهل اتریش است.